# Nils Paar
Nils Paar (Zagreb, 28. prosinca 1972.), hrvatski fizičar. Redoviti profesor u trajnom zvanju na Prirodoslovno-matematičkom fakultetu Sveučilišta u Zagrebu. Doktorirao je teorijsku nuklearnu fiziku na Tehničkom sveučilištu u Münchenu 2003. Bavi se istraživanjima atomskih jezgara u okviru relativističke kvantne mehanike, čime se svrstao među utemeljitelje ove teorije u opisu egzotičnih pobuđenja u nestabilnim jezgrama. Istražuje astrofizičke procese slabog međudjelovanja i neutrinske reakcije koji se odvijaju tijekom eksplozije supernove i sudara neutronskih zvijezda, i imaju značajnu ulogu u razumijevanju sinteze kemijskih elemenata težih od željeza koja se odvija u svemiru, što predstavlja jedan od najvećih izazova moderne znanosti.

## Životopis
Nils Paar je znanstveno radio na Tehničkom sveučilištu u Münchenu (2000. – 2003.) gdje je pod mentorstvom prof. dr Petera Ringa 2003. godine doktorirao u području teorijske nuklearne fizike. Usavršavao se na Tehničkom sveučilištu u Darmstadtu (2003. – 2006.) i Sveučilištu u Baselu (2014. – 2015.). Od 2006. godine djeluje na Sveučilištu u Zagrebu. Područja znanstvenog rada uključuju egzotičnu strukturu i dinamiku nestabilnih atomskih jezgara, procese slabog međudjelovanja, neutrinske reakcije, neutronske zvijezde, nuklearnu astrofiziku, računalnu fiziku. Teorijskim istraživanjima doprinosi razumijevanju nekih od najvećih otvorenih pitanja nuklearne fizike i astrofizike, primjerice, na koji način kompleksna nuklearna struktura i dinamika egzotičnih jezgara nastaje međudjelovanjem protona i neutrona, gdje su granice postojanja atomskih jezgara koje tvore atome i vidljivu materiju, kako su i gdje u svemiru proizvedeni kemijski elementi teži od željeza.
Objavio je više od 146 radova u međunarodnim znanstvenim časopisima i zbornicima konferencija i održao više od 60 predavanja na međunarodnim znanstvenim skupovima iz teorijske nuklearne fizike i nuklearne astrofizike.
Dobitnik je godišnje državne nagrade za znanost Republike Hrvatske za 2016. godinu za značajna znanstvena dostignuća u prirodnim znanostima. Bio je predstojnik Zavoda za teorijsku fizku (2013. – 2014.), pročelnik Fizičkog odsjeka (2018. – 2020.) na Prirodoslovno-matematičkom fakultetu i član senata Sveučilišta u Zagrebu (2017. – 2020.).

## Javno djelovanje
Kritički se osvrće na stanje na Sveučilištu u Zagrebu tijekom mandata rektora Damira Borasa. 15. srpnja 2020. godine podnio je ostavku na članstvo u Senatu Sveučilišta u Zagrebu zbog neakademskog i nedemokratskog održavanja sjednica Senata glasovanjem putem e-maila, bez provođenja demokatske rasprave. Upozorio je da su na takav način donesene odluke s dalekosežnim posljedicama kao što je to neprihvaćanje plana rada predloženika za dekana Filozofskog fakulteta i potvrđivanje odluke rektora o suspenziji uprave Filozofskog fakulteta. Pritom je upozorio da se automatizmom, nekritički, i bez bilo kakve rasprave prihvaćaju svi prijedlozi rektora na dnevnom redu sjednica Senata. U pismu upućenom rektoru Damiru Borasu ističe da bi važna pitanja s dalekosežnim posljedicama trebalo rješavati slijedeći akademska načela nepristranosti, dijaloga i tolerancije, a ne institucionalnog nasilja i demonstracije nadmoći. 16. srpnja 2020. godine sedmero dekana zagrebačkih fakulteta uputilo je pismo rektoru Damiru Borasu izražavajući protest zbog načina održavanja sjednica Senata bez rasprave upozoravajući da se na takav način ne mogu donositi legitimne odluke.
Nils Paar svojim djelovanjem na sveučilištu i javno raspravlja o problemima Sveučilišta u Zagrebu, netransparentnom trošenju javnih sredstava na Rektoratu Sveučilišta i prikrivanju troškova prema Senatu. 10. veljače 2021. godine podnio je Predsjedniku Savjeta Sveučilišta u Zagrebu Luki Buriloviću zahtjev za provođenje nadzora racionalnosti korištenja materijalnih resursa u Rektoratu. Istaknuo je da sva najviša tijela sveučilišta, posebice Rektorski kolegij i Senat podržavaju situaciju u kojoj je akademska demokracija na sjednicama Senata suspendirana gotovo godinu dana, a istodobno je zbog toga zabrinuto tek nekoliko članova Senata. 16. veljače 2021. godine napisao je javno pismo o stanju na Sveučilištu u Zagrebu u kojem opisuje situaciju na Sveučilištu vezano uz postupanja s prijavama za seksualno uznemiravanje, nastavak nedemokratskog odlučivanja, netransparentno trošenje javnog novca i zapošljavanja. Javno promišlja o mogućim novim rješenjima izvan Sveučilišta u Zagrebu.
U javnom djelovanju Nils Paar raspravlja o mogućnosti osnivanja novog, snažnog i međunarodno kompetitivnog javnog sveučilišta - Tehničkog sveučilišta u Zagrebu, po uzoru na najbolja tehnička sveučiliša u Europi, koje bi objedinilo zagrebačke fakultete iz STEM područja djelovanja, u uskoj suradnji s najboljim STEM institutima u Hrvatskoj, kao što je to Institut Ruđer Bošković.  Navodi da bi takvo sveučilište u svojem fokusu trebalo imati razvoj, projekte, izvrsnost, vrhunsku znanost i njezine primjene, međunarodnu prepoznatljivost i djelovanje kojim će snažno potaknuti tehnološki i gospodarski napredak Hrvatske.